# Pseudobahia peirsonii
Pseudobahia peirsonii là một loài thực vật có hoa trong họ Cúc. Loài này được Munz miêu tả khoa học đầu tiên năm 1949.